# Manasse (nome)
Manasse  è un nome proprio di persona italiano maschile.

## Varianti in altre lingue
- Catalano: Manassès
- Ebraico biblico: מְנַשֶּׁה (Menashsheh)[2][3]
- Ebraico moderno: מְנַשֶּׁה (Menashe)[2]
- Francese: Manassé
- Greco biblico: Μανασσης (Manasses)[2][4]
- Inglese: Manasseh[4]
- Latino: Manasse[1], Manasses[1][2]
- Olandese: Manasse
- Polacco: Manasses
- Portoghese: Manassés
- Russo: Манассия (Manassija)
- Spagnolo: Manasés
- Turco: Menaşe
- Ucraino: Манасія (Manasija)
- Ungherese: Manassé

## Origine e diffusione
Deriva dall'ebraico מְנַשֶּׁה (Manasseh), basato su un verbo che significa "dimenticare"; il nome può essere interpretato in vari modi: "dimenticato", "dimenticanza", "che fa dimenticare", "Dio mi ha fatto dimenticare".
Si tratta di un nome di tradizione biblica, portato dal patriarca Manasse, primogenito di Giuseppe, capostipite dell'omonima tribù, oltre che da diversi altri personaggi.

## Onomastico
Nessun santo ha mai portato il nome Manasse, che quindi è adespota; l'onomastico si può festeggiare il 1º novembre, in occasione di Ognissanti.

## Persone
- Manasse, re di Giuda
- Manasse d'Arles, arcivescovo cattolico francese
- Manasse di Hierges, nobile francese, signore crociato e connestabile del Regno di Gerusalemme

### Varianti
- Manassé Enza-Yamissicalciatore centrafricano naturalizzato francese
- Manasseh Ishiaku, calciatore nigeriano